# دم‌بادبزنی قهوه‌ای
دم‌بادبزنی قهوه‌ای (نام علمی: Rhipidura drownei) نام یک گونه از سرده دم‌بادبزنی است.